# Петровский, Андрей Иванович
Андрей Иванович Петровский (1867—1924) — донской литератор, адвокат, знакомый А. П. Чехова, депутат Государственной думы II созыва от области Войска Донского.

## Биография

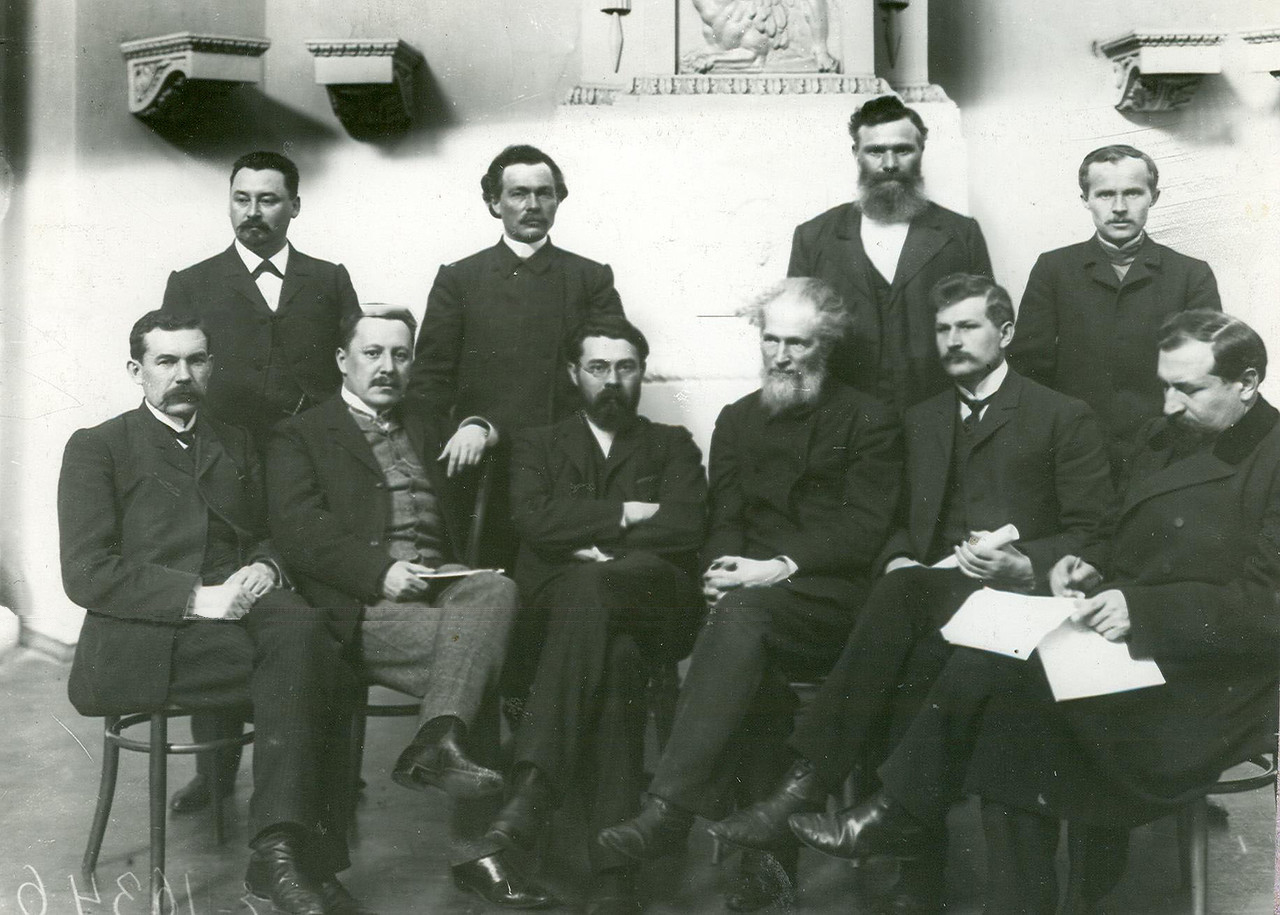
Члены Государственной думы II созыва от области Войска Донского. Стоят: К. П. Каклюгин, А. Ф. Панфилов, А. Г. Афанасьев, Н. В. Фомин. Сидят: М. С. Воронков, А. И. Петровский, В. А. Харламов, А. С. Петров, И. И. Ушаков, М. П. Араканцев

Дворянского сословия, казак Каменской станицы Области войска Донского. В 1890 выпускник юридического факультета Харьковского университета. Работал в суде, в качестве адвоката принял участие в ряде политических процессов. Присяжный поверенный в городе Новочеркасске. Публиковал свои рассказы и стихи в местной прессе, журналист. Член конституционно-демократической партии, председатель её Донского областного комитета, вошёл в состав её Новочеркасского комитета. Владел землёй площадью 200 десятин.
6 февраля 1907 года избран в Государственная дума II созыва от общего состава выборщиков избирательного собрания Области войска Донского. Вошёл в состав Конституционно-демократической фракции и Казачьей группы. Избран секретарём Казачьей группы. Входил во многие думские комиссии: об отмене военно-полевых судов, для разработки Наказа, о неприкосновенности личности, жилища, тайны корреспонденции, о привлечении к следствию 55 членов Государственной Думы. Выступил с докладом 8-го отдела по проверке прав членов Государственной Думы. Участвовал в прениях об избрании Продовольственной комиссии, по аграрному вопросу, об истязаниях в Алгачинской каторжной тюрьме. В своём выступлении о законопроекте «Об отмене военно-полевых судов», охарактеризовал эти суды как «посягательство на основные устои идеи государственности».
После роспуска 2-й Государственной Думы вернулся на Дон. Был знаком с А. П. Чеховым, после смерти Чехова опубликовал воспоминания о нём. Сохранились 2 письма Петровского Чехову, и одно Чехова ему.
В дни Февральской революции 1917 возглавил Донской исполнительный комитет (ДИК) — полномочный представительный орган Временного правительства и высший орган власти Области войска Донского. Под его руководством комитет установил контроль над почтой и телеграфом, поддержал приказ № 1 Петроградского Совета рабочих и солдатских депутатов о правах солдат, отстранил графа М. Н. Граббе от должности наказного атамана и наложил на него арест, передал все его властные полномочия избранному членами ДИКа временным войсковым атаманом Войска Донского Е. А. Волошинову, направил своих представителей в качестве контролеров во все областные структуры и округа.

## Сочинения
- Не дался: [Рассказ]. Ростов-на-Дону, 1903;
- От сердца: Стихотворения. Ростов-на-Дону, 1903;
- Донские депутаты во II Государственной думе: Историческая справка: Правда о думской казачьей фракции. СПб., 1907;
- Новочеркасский Чацкий: Фельетоны в стихах. Новочеркасск, 1910;
- [Воспоминания о Чехове], газета «Приазовская речь», январь 1910.
- Песни вечерние. Новочеркасск, 1911;
- Донские мотивы. Киев, 1915.

### Рекомендуемые источники
- Донские областные ведомости. — 1917. — № 14, 02.04. — С. 3 [Портрет председателя Донского Исполнительного Комитета А. И. Петровского.]

### Архивы
- Государственный архив Российской Федерации. Фонд 523. Опись 1. Дело 203;
- Российский государственный исторический архив. Фонд 1278. Опись 1 (2-й созыв). Дело 328; Дело 547. Лист 13.